# 鳥瀬くるみ
鳥瀬 くるみ（とりせ くるみ）は日本の女性声優。主にアダルトゲームに声をあてている。

## 出演作品
太字は主役・メインキャラクター

### ゲーム

#### 2005年
- 栄養補給メイド サプリたん（アミノたん）[1]

#### 2006年
- 女教師 輪姦の教室（豊口琴乃）[2]
- 装甲騎女イリス（メイリィ・ナセリ）[3]

#### 2007年
- ハーレム★アイランド〜男＜女7人夏物語テーマパークは大騒ぎ〜（沢口菫）[4]
- プリンセスナイト☆カチュア〜堕ちた竜騎姫〜（カチュア＝ドラグンダーラ）[5]

#### 2008年
- 凌辱セレブ妻〜屈辱!!肉奴隷への堕落〜（犬養美穂）[6]

#### 2009年
- もっと!精液大量注入!（杉本愛子）[7]